# Sarcandra glabra
Sarcandra glabra — трава, яка походить з Південної та Південно-Східної Азії (пн.-сх. Індія, Бангладеш, Камбоджа, Китай, Японія, Корея, Лаос, Малайзія, М'янма, Папуа Нова Гвінея, Філіппіни, Шрі-Ланка, Тайвань, Таїланд, В'єтнам, Індонезія). З листя можна добувати ароматичні масла. На мишах було показано, що цей екстракт зменшує імунологічне ослаблення внаслідок стресу.
Населяє ліси, хащі, долини, яри, схили, узбіччя доріг, узбіччя стежок, луки, болота, узбережжя річок, піщаний ґрунт.
Напівкущ, вічнозелений, 50–150 см заввишки. Стебла циліндричні, прямовисні, голі, вузли роздуті. Прилистки шилоподібні; листкові ніжки 5–20 мм; листкова пластинка від еліптичної чи яйцюватої до яйцювато-ланцетної чи від широкоеліптичної до довгастої форми, 6–20 × 2–8 см, гола, край пилчастий, крім основи, верхівка гостра до загостреної. Суцвіття верхівкові, зазвичай гіллясті, ± у колосах, 1.5–4 см. Квітки жовтувато-зелені. Тичинка 1, м'ясиста. Кістянки зелені в молодості, блискуче-червоні або жовтувато-червоні в зрілості, кулясті (3–4 мм у діаметрі) або яйцеподібні (приблизно 4 мм). 2n = 30.
Використовують в лікувальних цілях і для чаю.